# Tiramisu
Tiramisu er en italiensk dessert, i lag bestående af ladyfingers, som er vædet med stærk kaffe (espresso) og f.eks. amaretto. Desuden udgøres den af mascarpone (en italiensk flødebaseret friskost) og æg, tilsat sukker og vanilje. Den toppes typisk af med kakaopulver eller mørk chokolade i flager.
Tiramisu stammer fra italiensk; venetiansk tiramesù, som betyder "saml mig op", "løft mig op", "kvik mig op" - og er dermed ment som en opkvikkende dessert.

## Historisk
Tiramisu er en relativ ny skabelse, der formentlig er fra 1960'erne og den blev skabt ved en fejl af Roberto Linguanotto, Ado (Aldo?) Campeol (ejeren af "Le Beccherie") og hans kone Alba Campeol.
Ado Campeol gik bort 1. november 2021. 
Tiramisu's oprindelse debatteres dog stadig.
Ifølge Carminantonio Iannaccone (som først berettet af David Rosengarten i The Rosengarten Report og fulgt op af The Baltimore Sun og The Washington Post) påstår at tiramisuen solgt i Le Beccherie blev lavet af ham i sit bageri, der blev lavet af ham den 24. december 1969.
Andre kilder beretter at opfindelsen af Tiramisu skete mod slutningen af det 17. århundrede i Siena til ære for Grand Duke Cosimo III.
På trods af det, er opskrifter med navnet "tiramisu" ukendte før 1960'erne. Leksikonet Sabatini Coletti sporer den første skrevne omtale om "tiramisu" til 1980, mens Merriam-Webster's Online Dictionary nævner 1982 som den første omtale af desserten.
Der er også bevis for "Tiremesù" halv-frossen dessert serveret ved Vetturino restauranten i Pieris, i Friuli-Venezia Giulia, siden 1938.
Dette kan være navnets oprindelse, mens opskriften for Tiramisu kan have oprindelse i en variation af en anden lagdelt dessert, Zuppa Inglese.